# Stefan Kushlev
Stefan Kushlev, né le 30 juillet 1984, est un coureur cycliste bulgare.

## Biographie
En janvier 2011, le quotidien La Nouvelle République annonce qu'il a été contrôlé positif lors du Circuit des Vignes en mai 2010. Plusieurs produits interdits, des amphétamines et de l'éphédrine, ont été retrouvés dans les urines du coureur. À la suite de ce contrôle, il est suspendu pour six ans.

## Palmarès sur route
- 2004
  - Grand Prix de Saint-Georges-sur-Loire
  - 3e de la Route d'Or du Poitou
- 2006
  -  Champion de Bulgarie sur route espoirs
  -  Champion de Bulgarie du contre-la-montre espoirs
  - 2e étape du Circuit du Mené
  - Route des Vins
  - Circuit des Vignes
  - 3e étape du Tour du Loiret
  - Challenge Mayennais
  - Mi-août bretonne :
    - Classement général
    - Prix du Léon

  - 2e de Redon-Redon
  - 2e de la Route d'Or du Poitou
  - 3e du Grand Prix d'Availles-Limouzine
- 2007
  - 1re étape du Tour de la CABA
  - 2e étape du Tour des Deux-Sèvres
  - Grand Prix de Cherves
  - Grand Prix de Villejésus
  - Route d'Or du Poitou
  - Grand Prix de Saint-Georges-sur-Loire
  - 2e du Challenge Mayennais
  - 3e du Grand Prix d'Availles-Limouzine
- 2008
  - Grand Prix de la Pentecôte à Moncontour
  - Grand Prix de Cherves
  - Grand Prix de Villejésus
  - 2e du Challenge Mayennais
  - 2e de la Route d'Or du Poitou
  - 3e des Boucles guégonnaises
  - 3e du Grand Prix de Saint-Georges-sur-Loire
- 2009
  - Tour des Mauges :
    - Classement général
    - 1re étape

  - Grand Prix de l'Èvre
  - 2e du Circuit du Bocage vendéen
  - 2e du Grand Prix de La Rouchouze
  - 3e du Grand Prix d'Availles-Limouzine
- 2010
  - 2e du Grand Prix de La Rouchouze

## Classements mondiaux
| Année           | 2006 |
| --------------- | ---- |
| UCI Europe Tour | 410e |